# Power Rangers: Dino Thunder
Power Rangers: Dino Thunder is het twaalfde seizoen van de televisieserie Power Rangers. Dit seizoen liep van 14 februari 2004 tot 20 november 2004 en bestond uit 38 afleveringen. Het seizoen gebruikte beeldmateriaal uit de Sentai serie Bakuryuu Sentai Abaranger .
Power Rangers: Dino Thunder was vooral bekend vanwege de terugkeer van acteur Jason David Frank in zijn rol als Thomas “Tommy” Oliver.

## Verhaallijn
Dr. Tommy Oliver, ooit een van de beste Power Rangers, is nu een scheikundeleraar op Reefside High na de vernietiging van zijn laboratorium en de verdwijning van zijn partner Anton Mercer. Hij neemt Connor, een heethoofdige voetbalspeler, Ethan, een kampioen videogamespeler en Kira, een muzikant in opleiding, mee voor een les in het museum. De drie belanden in een ondergronds lab en vinden de Dino Gems, drie speciale stenen die 65 miljoen jaar geleden met de meteoriet die de dinosaurussen uitroeide op Aarde zijn beland. Ze binden zich aan hun DNA.
Wanneer Dr. Oliver ontdekt dat Mesogog, degene die verantwoordelijk was voor de vernietiging van zijn lab, is teruggekeerd rekruteert hij de drie studenten om met behulp van de Dino Gems Power Rangers te worden. Hij geeft hen speciale morphers waarmee ze de energie van de Dino Gems kunnen gebruiken. Ook toont hij hen de Dinozords: robotische dinosaurussen die een resultaat zijn van een fusie tussen DNA en technologie.
Connor, Ethan en Kira ontdekken al snel Dr. Olivers verleden als Power Ranger. Wanneer Mesogog een vierde Dino Gem vindt, steelt Tommy deze van hem en wordt zelf de zwarte Dino Ranger. In zijn gevecht met Mesogogs helper Zeltrax ontdekt hij dat Zeltrax in werkelijkheid zijn oude collega Terrance Smith is, die in een poging te bewijzen dat hij beter was dan Tommy, zwaargewond raakte en door Mesogog werd herbouwd als Zeltrax.
Tot Dr. Olivers verbazing verschijnt Anton Mercer opeens in Reefside. Hij blijkt ook een geadopteerde zoon te hebben, genaamd Trent. Wanneer Trent zijn vaders vreemde gedrag wil onderzoeken volgt hij hem en belandt zo in Mesogogs eilandfort. Hier vindt hij een vijfde Dino Gem, die echter kwaadaardige energie blijkt te bevatten. Trent verandert door de Dino Gem in de slechte Witte Ranger. Nadat hij ontdekt dat Anton Mercer en Mesogog een en dezelfde persoon zijn, sluit hij zich aan bij zijn vaders leger. Anton onthult echter aan Trent dat Mesogog het resultaat is van een mislukt experiment, een tweede persoonlijkheid die hij niet onder controle heeft. Wanneer Anton Mesogog probeert te onderdrukken om Trent te redden, vernietigt hij per ongeluk het kwaad in Trents Dino Gem. Trent voegt zich bij de andere Rangers, maar belooft niets te zullen vertellen over zijn vaders geheim.
Uiteindelijk weet Mesogog zichzelf te scheiden van Anton Mercer en een eigen lichaam te creëren. Hij absorbeert wat energie van de Dino Gems en verandert zo in een monsterlijke vorm. De Rangers verslaan hem uiteindelijk door alle energie uit hun Dino Gems te gebruiken. De Dino Gems verliezen hierdoor al hun energie en worden nutteloos.

## Karakters

### Rangers
- Connor McKnight/Rode Dino Ranger, Triassic Dino Ranger: Connor is de sterspeler van het Reefside High voetbal team. Wanneer hij de Rode Ranger wordt  denkt hij eerst alleen aan zichzelf, maar realiseert zich al snel het belang van teamwork. Zijn Dino Gem geeft hem supersnelheid, ook als hij niet in Ranger vorm is. Later krijgt hij het Shield of Triumph in handen dat hem in staat stelt de energie van alle vijf Dino Gems te absorberen en zo de sterkere Triassic Ranger te worden. Kort daarop weet hij de Triassic Battlizer te ontsluiten.
- Ethan James/Blauwe Dino Ranger: als hij beseft wat de Dino Gems zijn  wordt Ethan maar al te graag de Blauwe Ranger. Hij kan dankzij zijn Dino Gem zijn huid veranderen in een natuurlijk pantser, ook als hij niet in Rangervorm is. Hij is een kampioen in videogames en doet dan ook niets liever dan deze spelen. Hierdoor wordt hij soms wat afgeleid, totdat Tommy hem eraan herinnert dat een Ranger-zijn geen videospel is, en dat hij op alles voorbereid moet zijn.
- Kira Ford/Gele Dino Ranger: een beginnend zangeres. Ze wil in het begin niets te maken hebben met de Dino Gems, omdat ze het maar vreemde dingen vindt. Wanneer Tommy haar uitkiest als de Gele Ranger, zet ze haar angsten opzij. Dankzij haar Dino Gem beschikt ze over een supersonische schreeuw.
- Dr. Thomas “Tommy” Oliver/Zwarte Dino Ranger: Tommy, of Dr. Oliver zoals zijn studenten hem noemen, heeft al een lange geschiedenis als Power Ranger achter de rug. Hij begon als de groene en later de witte Mighty Morphin Ranger, later de rode Zeo Ranger en ten slotte de rode Turbo Ranger. Na zijn leven als Power Ranger is hij afgestudeerd en heeft nu een Doctoraat in Paleontologie. Lange tijd werkte hij met Terrence “Smitty” Smith en Anton Mercer aan een dinosaurusproject, dat echter gruwelijk misging (waardoor beide veranderden in respectievelijk Zeltrex en Mesogog). Hij vindt tijdens dit project ook de eerste drie Dino Gems. Na de vernietiging van zijn lab ontmoet hij Hayley en construeert samen met haar morphers om de energie van de Dino Gems te kunnen gebruiken. Aan het begin van de serie is hij inmiddels een leraar op Reefside High. Hij helpt Connor, Ethan en Kira om Dino Thunder Rangers te worden wanneer Mesogog plotseling terugkeert. Later wordt hij zelf de zwarte Dino Ranger. De kracht van zijn Dino Gem is die van onzichtbaarheid.
- Trent Fernadez/ Witte Dino Ranger: Trent is de geadopteerde zoon van Anton Mercer. Wanneer hij zijn vaders vreemde gedrag wil onderzoeken, belandt hij in Mesogo’s eilandfort en vindt een Dino Gem. Door deze Dino Gem verandert hij in de slechte Witte Ranger. Zijn Dino Gemkracht is die van camouflage. Hij vecht aanvankelijk mee met zijn vaders alter ego Mesogog. Nadat Anton per ongeluk het kwaad van de Dino Gem vernietigd, sluit Trent zich aan bij de andere Rangers. Wanneer de anderen ontdekken dat Trent allang op de hoogte was van het feit dat Anton Mercer Mesogog is, maar dit voor hen verborgen hield, verliezen ze hun vertrouwen in hem. Hij helpt hen later Mesogogs eilandfort binnen te vallen. Daar bevrijdt hij Anton Mercer, die inmiddels van Mesogog is gescheiden. Hij verbruikt net als de andere Rangers alle energie van zijn Dino Gem in het laatste gevecht met Mesogog.

### Hulp
- Hayley: zij ontmoette Tommy op de universiteit. Zij maakte de Dino Morphers voor de Dino Gems en voorziet het team regelmatig van nieuwe gadgets. Ze runt het Cyberspace café met behulp van Trent.
- Anton Mercer: Anton Mercer was Tommy’s partner bij zijn experimenten, maar nadat Mesogog hun laboratorium verwoeste verdween hij. Hij verschijnt plotseling levend en wel in Reefside als de adoptievader van Trent. Hij verbergt echter een geheim, namelijk dat Mesogog zijn alter ego is. Anton stond ooit op het punt van een wetenschappelijke doorbraak. Het experiment verliep echter verkeerd en zo ontstond Mesogog. Anton werkt nu wanhopig aan een manier om dit effect terug te draaien, maar uiteindelijk is het Mesogog die zichzelf van Anton scheid.
- Cassidy Cornell: reporter van Reefside High. Ze is behoorlijk zelfingenomen en doet werkelijk alles om beroemd te worden. Wanneer de Dino Rangers verschijnen probeert ze hun ware identiteit te ontdekken.
- Devin Del Valle: Cassidy’s assistant en cameraman.
- Ninja Storm Rangers: nadat Lothor uit de Abyss of Evil ontsnapt neemt hij Shane, Dustin en Tori in zijn macht en gebruikt hen tegen de Dino Rangers. Blake, Hunter en Cam weten Lothor’s controle te breken waarna de Ninja Storm Rangers zich aansluiten bij de Dino Rangers.
- Marah and Kapri: zij doen alsof ze zich weer bij Lothor willen aansluiten, maar doen dit alleen maar om de door Lothor gevangen sensei Watanabe te bevrijden.

### Vijanden
- Mesogog: wanneer Anton Mercer op het punt van een wetenschappelijke doorbraak staat verandert hij zichzelf per ongeluk in de monsterlijke Mesogog. Mesogog wil de Aarde terugbrengen naar de tijd van de dinosauriërs en is niet van plan zich door iets of iemand te laten stoppen, zelfs niet door zijn alter ego Anton Mercer. Mesogog is uiteindelijk in staat zichzelf van Anton te scheiden en eigen lichaam te vormen. Wanneer hij de Dino Gems in handen krijgt adsorbeert hij wat van hun energie en evalueert in een sterkere vorm. Hij wordt vernietigd wanneer de Rangers de energie van al hun Dino Gems combineren tot een T-Rex vormige vuurbal.
- Zeltrax: Zeltrax is een cyborg gecreëerd door Mesogog. Hij was ooit Terrance Smith. Hij raakte zwaargewond in een ontploffing en werd door Mesogog gevonden die hem ombouwde tot Zeltrax. Zeltrax wordt vernietigd door Tommy, maar overleeft dankzij de Tree of Live, een speciale boom die hem de mogelijkheid geeft te transformeren in een sterkere vorm. In de finale valt hij Reefside aan met zijn eigen creatie: de Zelzord. Tommy en Kira verslaan hem voorgoed waarna Ethan en Conner de Zelzord verslaan. Helaas worden ook alle Dinozords vernietigd in de verwoesting van de Zelzord.
- Elsa Elsa is ook een cyborg en loyaal aan Mesogog. Haar alter Ego is rector Randall van Reefside High. Haar ware identiteit wordt bekend wanneer Tommy haar ziet veranderen van Elsa in rector Randall. Mesogog adsorbeert alle energie die hij ooit aan haar gaf en verandert haar weer in de vrouw die ze eerst was. Uiteindelijk neemt ze haar baan als rector weer terug.
- Witte Ranger kloon: nadat de kwade energie van Trents Dino Gem wordt vernietigd en Trent zich bij de Rangers aansluit creëert Zeltrax een kloon van de Witte Ranger. Deze slechte Witte Ranger heeft niets van Trents persoonlijkheid en vecht mee met Mesogog. Hij wordt vernietigd in een één tegen één gevecht met de echte Witte Ranger.
- Tyrannodrones: een combinatie van dinosaurus DNA en technologie. De Tyrannodrones werden gemaakt door Anton en Tommy tijdens hun experiment, en dienen nu als Mesogogs soldaten.
- Triptoids: Triptoids komen uit een van Ethans videospellen. Ze worden per ongeluk tot leven gebracht waarna Zeltrax ze rekruteert voor Mesogogs leger.
- Lothor: Lothor ontsnapt uit de Abyss of Evil en gebruikt zijn eigen Wind Morphers om Shane, Dustin en Tori onder zijn controle te plaatsen. Zijn plan faalt en hij vormt een alliantie met Mesogog om de Ninja Storm en Dino Thunder Rangers te verslaan. Wanneer Lothor’s leger wordt verslagen vernietigd Mesogog hem.

## Zords
De Dino Zords zijn net als de Tyrannodrones combinaties van dinosaurus DNA en technologie gemaakt door Tommy Oliver en Anton Mercer. Ze worden allemaal vernietigd in het laatste gevecht met de Zelzord.
- Thundersaurus Megazord: de primaire megazord van de Dino Rangers. Bestaat uit de combinatie van Tyrannozord, Tricerazord en Pterazord. Is gewapend met de Dino Boor aan de linkerarm, het Tricera shield en de Ptrearang
  - Thundersaurus Incomplete: indien nodig kan de Thundersaurus Megazord ook zonder de Pterazord worden gevormd. Deze vorm is vanzelfsprekend minder sterk dan met de Pterazord.
  - Cephala Power Punch: Formatie waarbij de Cephalazord de plaats van de Tricerazord inneemt.
  - Dimetro Saw Blade: formatie waarbij Dimetrozord de plaats van de Dino boor inneemt.
  - Stega Surfboard: formatie waarbij de Stegazord dienstdoet als surfboard voor de Thundersaurus Megazord.
  - Parasaur Final Cut: formatie waarbij de Parasaurzord de plaats van de Dino boor inneemt.
  - Ankylo Double Drill: formatie waarbij de Ankylozord de plaats van de Tricerazord inneemt.
  - Parasaur Final Cut/Ankylo Drill: combinatie met zowel de Parasaurzord als de Ankylozord.
- Dino Stegazord: de megazord van de Witte Ranger. Combineert uit de Dragozord en de Stegozord. Eerst wordt de Dino Stegazord door Trent gebruikt voor het kwaad. Later kunnen zowel Trent als de Witte Ranger Kloon de Dino Stegazord oproepen.
  - Cephala Power Punch/Dimetro Saw Blade: de Dino Stegazord combineert met de Cephalazord en de Dimetrozord om deze formatie te vormen.
- Mezodon Rover/Megazord: de persoonlijke megazord van Connor als Triassic Ranger. Mezodon Rover is de Steracozord + Triassic Megarover. Deze twee kunnen combineren tot de Mezodon Megazord. De Mezodon Megazord is gewapend met twee bijlen in de vorm van Rhamphorhynchus.
- Triceramax Megazord: De Mezodon Megazord kan combineren met de Cephalazord, Dimetrozord, Parasaurzord en Ankylozord om de Triceramax Megazord te vormen. Zijn wapen is een lans die bestaat uit de twee bijlen van de Mezodon Megazord.
- Valkasaurus Megazord: de sterkste van alle combinaties. De Thundersaurus Megazord combineert met de Dino Stegazord met de bijlen en helm van de Mezodon en Triceramax Megazords. Deze combinatie wordt slechts 1 keer gebruikt, in de aflevering "Strange Relations".
- Blizzard Megazord: de combinatie van Carnotaurzord en Chasmozord. Deze megazord is een slechte versie van de Thundersaurus Megazord. Hij wordt echter al binnen 10 seconden vernietigd door de Rangers.

## Wetenswaardigheden
- Power Rangers Dino Thunder is het eerste seizoen zonder zesde Ranger of ander zesde teamlid. Het laatste seizoen zonder zesde Ranger was Power Rangers: Lost Galaxy, maar daarin kwam Mike/Magna Defender voor als zesde lid van het team.
- In de aflevering “Lost and Found in Translation” kijken Conner, Ethan en Kira naar een aflevering van een Japanse show gebaseerd op hun avonturen. Deze show is Bakuryuu Sentai Abaranger, de Sentai serie waar Power Rangers Dino Thunder op is gebaseerd. Veel Sentai fans hadden hier kritiek op omdat het zo net leek of Super Sentai was gebaseerd op Power Rangers in plaats van andersom.
- Dit seizoen bevatte de 500e aflevering van de Power Ranger serie (in Power Rangers worden de afleveringen per seizoen doorgenummerd, in tegenstelling tot de Sentai series die elke serie weer bij nummer 1 beginnen). Deze aflevering was een clip show van alle vorige seizoenen.
- Power Rangers Dino Thunder was het eerste seizoen waarin de mentor van de Rangers zelf ook een Ranger was, Tommy Oliver. Dit principe werd herhaalt in Power Rangers: SPD en Power Rangers: Mystic Force.
- Dit is het eerste seizoen met een Zwarte Ranger als leider.

## Afleveringen
- 497: Day of the Dino Part 1
- 498: Day of the Dino Part 2
- 499: Wave Goodbye
- 500: Legacy of Power
- 501: Back in Black
- 502: Diva in Distress
- 503: Game On
- 504: Golden Boy
- 505: Beneath the Surface
- 506: Ocean Alert
- 507: White Thunder Part 1
- 508: White Thunder Part 2
- 509: White Thunder Part 3
- 510: Truth and Consequences
- 511: Leader of the Whack
- 512: Burning at Both Ends
- 513: The Missing Bone
- 514: Bully for Ethan
- 515: Lost & Found in Translation
- 516: It's a Mad Mad Mackerel
- 517: Copy That
- 518: Triassic Triumph
- 519: A Star is Torn
- 520: A Ranger Exclusive
- 521: Tutenhawken's Curse
- 522: Disappearing Act
- 523: Fighting Spirit
- 524: The Passion of Connor
- 525: Isn't It Lava-ly
- 526: Strange Relations
- 527: Thunder Storm Part 1
- 528: Thunder Storm Part 2
- 529: In Your Dreams
- 530: Drawn Into Danger
- 531: House of Cards
- 532: A Test of Trust
- 533: Thunder Struck Part 1
- 534: Thunder Struck Part 2